# Dimitris Chatzis
Dimitris Chatzis, född 2 mars 1913 i Jannina, död 2 juli 1981 i Aten, var en grekisk författare.
Chatzis var under andra världskriget motståndsman och var aktiv i folkfronten under inbördeskriget. 1949 flydde han till östblocket och bodde i Berlin och Budapest. 1974 återvände han till Grekland.